# Catedral basílica de la Natividad de la Virgen María (Tarnów)
La Catedral Basílica de la Natividad de la Virgen María o simplemente Catedral de Tarnów (en polaco: Bazylika katedralna Narodzenia Najświętszej Maryi Panny w Tarnowie) es el nombre que recibe un edificio religioso que pertenece a la Iglesia católica y se encuentra ubicado en la localidad de Tarnów en el país europeo de Polonia. Es la catedral de la diócesis de Tarnów.
Se trata de una iglesia de estilo gótico, reconstruida en períodos posteriores. El edificio posee tres naves con un presbiterio alargado y una torre agregada al oeste que se eleva uno 72 metros.
Es una Catedral, dedicada a la Natividad de la Virgen María desde 1783 y Basílica desde 1972. En su parte más antigua la iglesia fue construida en la actual ubicación de la ciudad en 1330.
Fue visitada por el Papa Juan Pablo II en 1987.

## Véase también

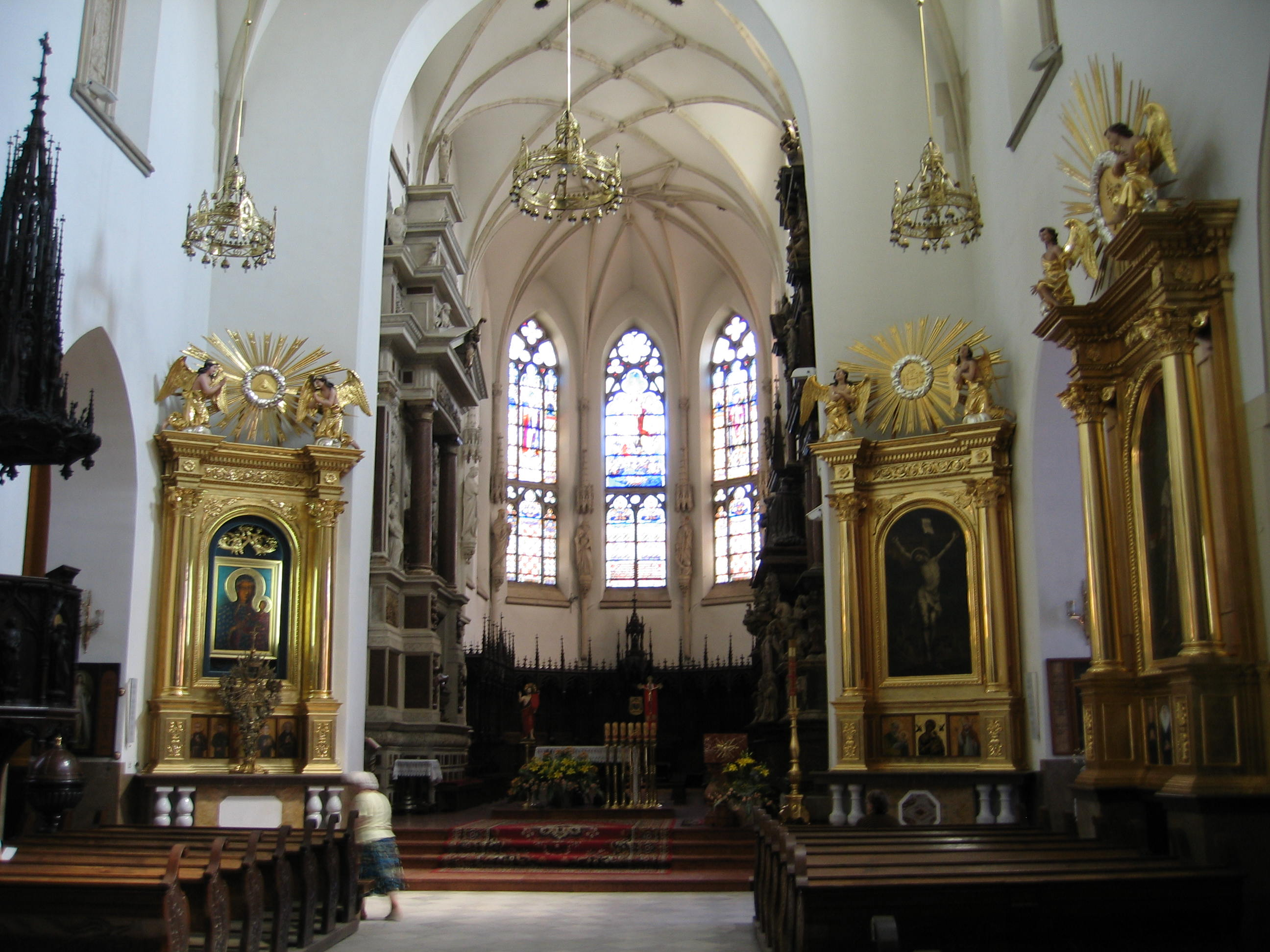
Vista interna